# Casinò di Campione

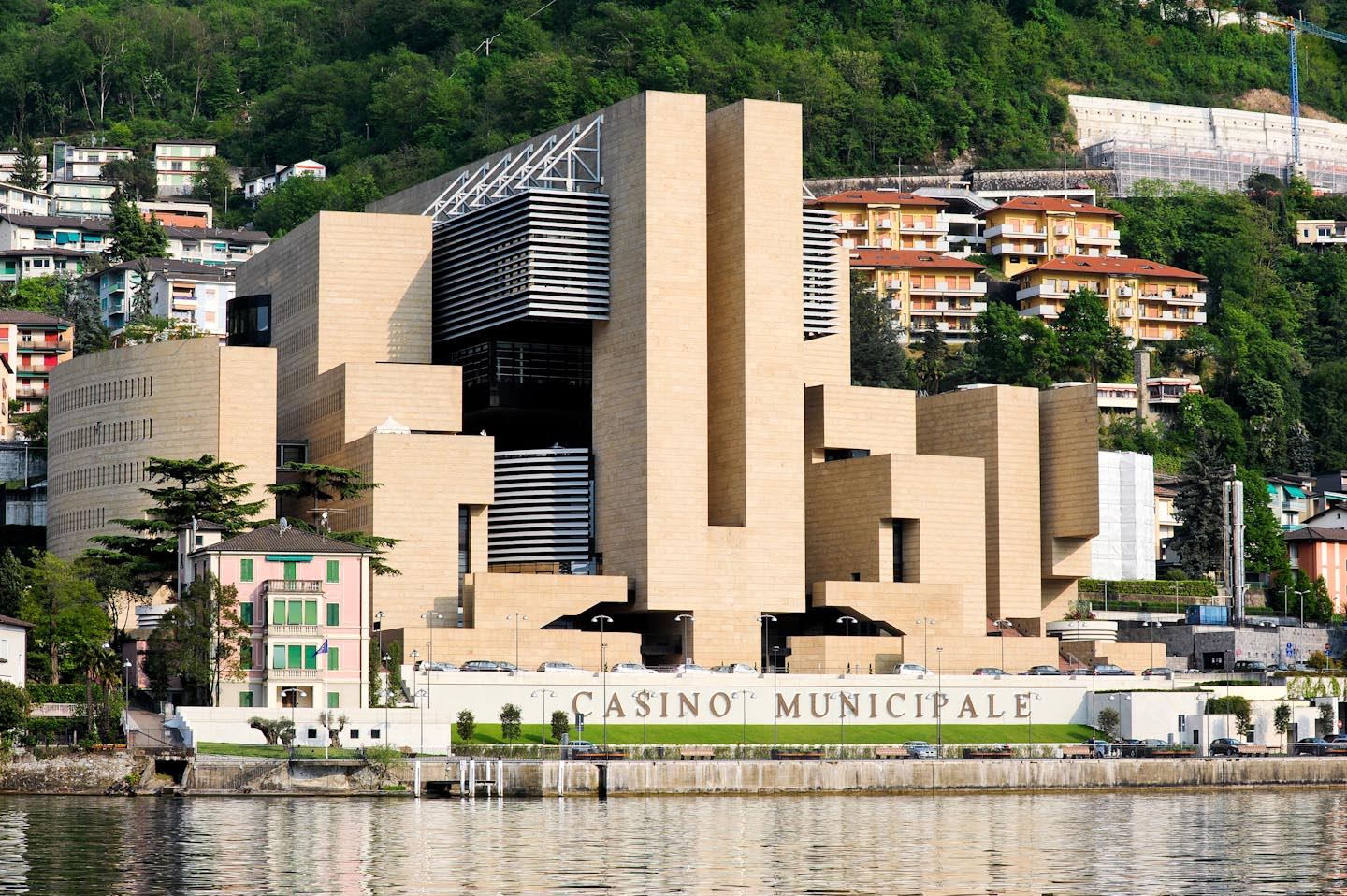
Casinò di Campione d'Italia (2011)

Il Casinò di Campione d'Italia è la più grande azienda di Campione d'Italia, l’exclave italiana in provincia di Como racchiusa nel Canton Ticino svizzero e situata sulla costa orientale del lago di Lugano.
Il Casinò ha riaperto il 26 gennaio 2022 dopo tre anni d'inattività a seguito della dichiarazione di fallimento del 27 luglio 2018, revocato dalla Corte di Cassazione nel dicembre 2020.

## Storia
Il primo Casinò Municipale di Campione fu fondato nel 1917, durante la I guerra mondiale, rimase aperto per due anni poi chiuse il 19 luglio 1919.
Riaprì definitivamente alcuni anni più tardi, il 2 marzo 1933 grazie al decreto legge n°201 del 1933: "È data facoltà al Ministro per l'interno di autorizzare, anche in deroga alle leggi vigenti, purché senza aggravio pel bilancio dello Stato, il comune di Campione ad adottare tutti i provvedimenti necessari per poter addivenire all'assestamento del proprio bilancio ed all'esecuzione delle opere pubbliche indilazionabili". Questo decreto, seppur generico, consentì il riconoscimento definitivo della casa da gioco. Il comune di campione aveva ottenuto una deroga e decise di sfruttarla per la casa da gioco già presente sul territorio, essenzialmente la gestione del casinò divenne un provvedimento necessario per il benessere della località e ciò venne riconosciuto e formalizzato dal ministro dell'interno.
Il 9 maggio 2007, nelle immediate vicinanze della prima sede, fu inaugurato il nuovo palazzo. Il progetto venne realizzato dall'architetto svizzero Mario Botta, per un costo d’impresa generale di circa 140 milioni di franchi svizzeri e una spesa complessiva di circa 193 milioni di franchi svizzeri (pari a circa 120 milioni di euro alla data di consegna). La struttura, alta 9 piani per 55.000 m², è stata costruita negli spazi adiacenti alla vecchia ed è ben visibile da tutto il lago sul quale sorge, grazie a sistemi di illuminazione innovativi e originali, dalla colorazione rossa. Appena inaugurato, ci sono state alcune critiche che hanno definito la nuova sede un "ecomostro" per l’imponente cubatura spigolosa, nonostante la firma illustre.
Nel 2013 il Casinò ha festeggiato gli 80 anni di attività.

## Fallimento, procedimenti giudiziari e revoca del fallimento

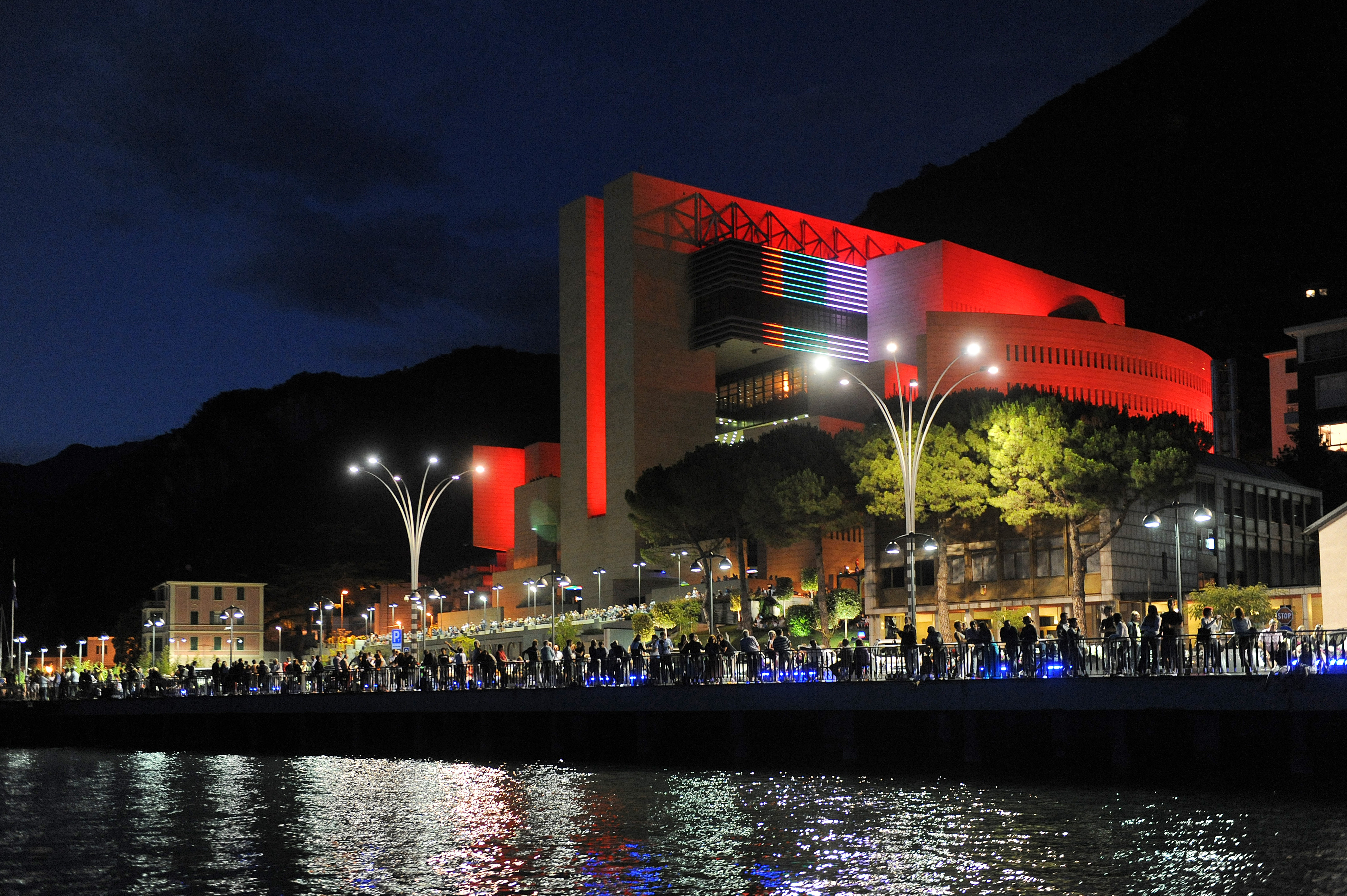
Veduta notturna del Casinò (2009)

Il 27 luglio 2018 il Tribunale di Como ha dichiarato fallito il casinò. La richiesta di fallimento era stata presentata dalla Procura di Como in seguito all'impossibilità da parte del casinò di versare le quote dovute al Comune di Campione, unico socio, provocandone il dissesto finanziario. A chiedere il fallimento della casa da gioco è stato il pubblico ministero Pasquale Addesso a seguito del debito milionario creatosi con il municipio. Già al 30 aprile 2018 infatti i debiti ammontavano a €132 milioni, di cui 42 spettanti al comune di Campione d'Italia.
Gli indizi di un possibile fallimento si erano già presentati all'inizio dell'anno, con il licenziamento collettivo di 109 dipendenti su 492, decisione definita dal sindaco dell'enclave Roberto Salmoiraghi e dall'Amministratore unico Marco Ambrosini come "atto dovuto in risposta all'istanza di fallimento chiesta dalla Procura di Como".
Al fallimento del casinò sono seguiti nel 2018 la dichiarazione di dissesto finanziario del Comune, le dimissioni di quattro Consiglieri e il successivo scioglimento del Consiglio Comunale eletto nel 2017, la nomina di un Organismo Straordinario di Liquidazione e di un commissario prefettizio e l'ulteriore licenziamento collettivo di 86 dei 102 dipendenti in pianta organica del municipio, con disservizi notevoli per la popolazione residente. La decisione è stata inizialmente sospesa d'urgenza dal TAR, e infine confermata a giugno del 2019 dal Consiglio di Stato.
Nel dicembre del 2020, la Corte di Cassazione ha revocato la sentenza di fallimento del 2018. La società ha così potuto presentare una domanda per l'accesso alla procedura di concordato preventivo in continuità aziendale. La proposta di concordato presentata dalla società prevede la riapertura della Casa da Gioco e la riassunzione di una considerevole parte degli ex dipendenti.

### Il concordato preventivo
Nella primavera del 2021, la società ha depositato presso il Tribunale di Como domanda piena per l'ammissione alla procedura di concordato preventivo in continuità aziendale. La domanda è stata accolta dallo stesso tribunale che ha così ammesso formalmente la società alla procedura nominando i commissari giudiziali e fissando l'adunanza dei creditori per il voto sulla proposta.

### Conseguenze sociali ed economiche
A seguito della chiusura della casa di gioco e il licenziamento collettivo dei 482 dipendenti, l'exclave di Campione d'Italia ha visto una drastica diminuzione di turisti attirati dall'esercizio del casinò. Ciò ha comportato un rapido peggioramento delle condizioni economiche e sociali della popolazione residente nell'exclave italiano.

### La riapertura e la ripresa
Il 26 gennaio 2022, dopo tre anni e mezzo di chiusura la casa da gioco è stata riaperta, riassumendo 174 persone,  ex dipendenti.